# Coppa delle Coppe 1971-1972
La Coppa delle Coppe 1971-1972 è stata la 12ª edizione della competizione calcistica europea Coppa delle Coppe UEFA.
Il torneo fu vinto per la prima volta dal Rangers Glasgow, che sconfisse in finale a Barcellona i sovietici della Dynamo Mosca di fronte a 24 701 spettatori, numero tra i più bassi per una finale di competizione UEFA. La partita di finale fu oscurata dall'invasione di campo e dagli scontri provocati dalla tifoseria della squadra britannica, motivo per cui il trofeo, per la prima volta, fu conferito negli spogliatoi. Al Rangers, per "responsabilità oggettiva" nella vicenda, sarebbe stata preclusa la partecipazione a qualsiasi torneo confederale per l'anno successivo.

## Turno preliminare
| Squadra 1           | Totale | Squadra 2      | Andata | Ritorno |
| ------------------- | ------ | -------------- | ------ | ------- |
| BK 1909             | 4 - 4  | Austria Vienna | 4 - 2  | 0 - 2   |
| Hibernians Valletta | 3 - 2  | Fram           | 3 - 0  | 0 - 2   |

## Sedicesimi di finale
| Squadra 1                 | Totale         | Squadra 2        | Andata | Ritorno |
| ------------------------- | -------------- | ---------------- | ------ | ------- |
| Lisburn                   | 1 - 7          | Barcellona       | 1 - 3  | 0 - 4   |
| Hibernians Valletta       | 0 - 1          | Steaua Bucarest  | 0 - 0  | 0 - 1   |
| Servette                  | 2 - 3          | Liverpool        | 2 - 1  | 0 - 2   |
| Pilsen                    | 1 - 7          | Bayern Monaco    | 0 - 1  | 1 - 6   |
| Limerick                  | 0 - 5          | Torino           | 0 - 1  | 0 - 4   |
| Dinamo Tirana             | 1 - 2          | Austria Vienna   | 1 - 1  | 0 - 1   |
| Rennes                    | 1 - 2          | Rangers Glasgow  | 1 - 1  | 0 - 1   |
| Sporting Lisbona          | 7 - 0          | Lyn              | 4 - 0  | 3 - 0   |
| Zagłębie                  | 4 - 5          | Åtvidaberg       | 3 - 4  | 1 - 1   |
| Jeunesse Hautcharage      | 0 - 21         | Chelsea          | 0 - 8  | 0 - 13  |
| Beerschot                 | 8 - 0          | Anorthōsis       | 7 - 0  | 1 - 0   |
| Dinamo Berlino            | 2 - 2 (5-4dcr) | Cardiff          | 1 - 1  | 1 - 1   |
| Levski Sofia              | 1 - 3          | Sparta Rotterdam | 1 - 1  | 0 - 2   |
| Komlói Bányász Sport Klub | 4 - 8          | Stella Rossa     | 2 - 7  | 2 - 1   |
| MP                        | 0 - 4          | Eskişehirspor    | 0 - 0  | 0 - 4   |
| Olympiakos                | 2 - 3          | Dinamo Mosca     | 0 - 2  | 2 - 1   |

## Ottavi di finale
| Squadra 1        | Totale | Squadra 2        | Andata | Ritorno     |
| ---------------- | ------ | ---------------- | ------ | ----------- |
| Barcellona       | 1 - 3  | Steaua Bucarest  | 0 - 1  | 1 - 2       |
| Liverpool        | 1 - 3  | Bayern Monaco    | 0 - 0  | 1 - 3       |
| Torino           | 1 - 0  | Austria Vienna   | 1 - 0  | 0 - 0       |
| Rangers Glasgow  | 6 - 6  | Sporting Lisbona | 3 - 2  | 3 - 4 (dts) |
| Åtvidaberg       | 1 - 1  | Chelsea          | 0 - 0  | 1 - 1       |
| Beerschot        | 2 - 6  | Dinamo Berlino   | 1 - 3  | 1 - 3       |
| Sparta Rotterdam | 2 - 3  | Stella Rossa     | 1 - 1  | 1 - 2       |
| Eskişehirspor    | 0 - 2  | Dinamo Mosca     | 0 - 1  | 0 - 1       |

## Quarti di finale
| Squadra 1       | Totale | Squadra 2       | Andata | Ritorno |
| --------------- | ------ | --------------- | ------ | ------- |
| Steaua Bucarest | 1 - 1  | Bayern Monaco   | 1 - 1  | 0 - 0   |
| Torino          | 1 - 2  | Rangers Glasgow | 1 - 1  | 0 - 1   |
| Åtvidaberg      | 2 - 4  | Dinamo Berlino  | 0 - 2  | 2 - 2   |
| Stella Rossa    | 2 - 3  | Dinamo Mosca    | 1 - 2  | 1 - 1   |

## Semifinali
| Squadra 1      | Totale         | Squadra 2       | Andata | Ritorno |
| -------------- | -------------- | --------------- | ------ | ------- |
| Bayern Monaco  | 1 - 3          | Rangers Glasgow | 1 - 1  | 0 - 2   |
| Dinamo Berlino | 2 - 2 (1-4dcr) | Dinamo Mosca    | 1 - 1  | 1 - 1   |

## Finale
| Arbitro: | José María Ortiz de Mendíbil |

|                             |           |                             |
| Stein 23’ Johnston 40’, 49’ | Marcatori | 60’ Ėštrekov 87’ Machovikov |

| Rangers | Dinamo Mosca |

|                 |    |                  |  |
|                 |    |                  |  |
| P               | 1  | Peter McCloy     |  |
| D               | 2  | Sandy Jardine    |  |
| D               | 3  | Willie Mathieson |  |
| D               | 4  | John Greig       |  |
| D               | 5  | Derek Johnstone  |  |
| C               | 6  | Dave Smith       |  |
| C               | 7  | Tommy McLean     |  |
| C               | 8  | Alfie Conn       |  |
| A               | 9  | Colin Stein      |  |
| C               | 10 | Alex MacDonald   |  |
| A               | 11 | Willie Johnston  |  |
|                 |    |                  |  |
|                 |    |                  |  |
|                 |    |                  |  |
| Allenatore:     |    |                  |  |
| William Waddell |    |                  |  |

|                   |    |                      |  |     |
|                   |    |                      |  |     |
| P                 | 1  | Vladimir Pil'guj     |  |     |
| D                 | 2  | Vladimir Basalaev    |  |     |
| D                 | 3  | József Szabó         |  |     |
| D                 | 4  | Valerij Žikov        |  |     |
| D                 | 5  | Vladimir Dolbonosov  |  | 69’ |
| C                 | 6  | Evgenij Žukov        |  |     |
| C                 | 7  | Oleg Dolmatov        |  |     |
| C                 | 8  | Aleksandr Machovikov |  |     |
| C                 | 9  | Anatolij Bajdačnyj   |  |     |
| A                 | 10 | Andrej Žakubik       |  | 56’ |
| A                 | 11 | Gennadij Evrjužichin |  |     |
| Sostituzioni:     |    |                      |  |     |
| C                 | 12 | Vladimir Ėštrekov    |  | 56’ |
| A                 | 13 | Michail Gerškovič    |  | 69’ |
| Allenatore:       |    |                      |  |     |
| Konstantin Beskov |    |                      |  |     |